# Бокељски устанак 1869.
Бокељски устанак из 1869-70. познат је и као кривошијски устанак, иако није био ограничен само на Кривошије већ је убрзо захватио готово целу Боку. До оружаног покрета је дошло зато што је аустријска влада прекршила више пута поновљена обећања да ће поштовати традиционалне повластице Бокеља о ослобођењу од војне обавезе. Ова повластица је поштована до 1869., када је Бечки двор наредио општу регрутацију. То је изазвало општу побуну против Аустрије, тако да је прва пушка која је пукла 7. октобра 1869. године у Леденицама била знак за општи народни устанак.

## Ток устанка
На оружје се дижу Грбљани, Побори, Маињани, Браићи, тако да то није била локална побуна већ прави добро организовани устанак, смишљено припремљен и организован устанички покрет који је узео шире размере. Из тог разлога, према наређењу из Беча, мобилисане су јаке копнене и поморске снаге које су бројале 26.000 ћесарско-краљевских војника под командом генерала Вагнера. Први на удару су се нашли Грбљани, који су удружени са Маињанима, Поборима и Браићима држали у рукама велики део Боке од Будве до Тројице изнад Котора.
Свирепост казнених експедиција, које су имале задатак да угуше устанак по сваку цену, изазвале су разумљиво огорчење јавности. Лазар Томановић је писао: "Ако је свачија човечанска душа ужасом одбегавала и од саме помисли на вешала, што их беше подигао Митхад-паша у Рушчуку, Осман-паша у Сарајеву, и Омер-паша у Канеји, што да чини србска душа кад погледа на вешала што их подиђе барон Вагнер, оличени и Митхад, и Омер, и Осман-паша на сред Котора!"
Остало је забележено и то да су у оружаном устанку активно учествовале и жене, које су се јуначки бориле и гинуле, чак и у отвореним јуришима, а нарочито у борбама око тврђаве Горажда. Од заборава су сачувана и имена неких "бокељских јунакиња" које су погинуле током устанка: Гордана и Ивана Антовић, Тода Бојановић, Маре Вујковић, Ивана Вукадиновић, Маре Вука Вукшића, Маре Филипа Вукшића, Маре Зец, Кате Тујковић.
Поред аустријских опозиционих листова који су оштро критиковали политику Беча према Боки, урадио је то и угледни берлински лист Kreuz-Zeitung, који је у децембру месецу 1869. пренео неколико запажених текстова о бокељском устанку.
Под притисцима јавног мњења, генерал Вагнер је смењен са намесничког положаја, што је значило велико олакшање за народ у Боки. Међутим, крајем јануара 1870. године формирана је нова аустријска Влада под председништвом дворског саветника и дугогодишњег министра Леополда Ритера фон Хазнера. У састав те Владе ушао је и генерал Вагнер, као министар земаљске одбране.
Након казнених експедиција, стрељања, вешања дошло је до Кнезлачког мира 1870., закљученог између генерала Гаврила Родића и устаника под условом опште амнестије, надокнаде материјалне штете и обећања да се Бокељи  више неће узимати у војску. Поред генерала Родића за овакав исход великих заслуга има и Стјепан Митров Љубиша (њих двојица су била у пријатељским односима још од 1859. године, када је генерал Родић обављао дужност бригадира у Дубровнику), чија је заслуга и то што је на састанцима аустријског парламента откривена истина о догађајима током бокељског устанка, уз утврђивање одговорности за страховита крвопролића, рушења и паљевине.
Једна од констатација Стјепан Митров Љубише: "Било је опљачкано и изгорено 14 села и многе куће самице, где није било живе душе, дакле без стратегичке нужде. Била је просута и разнесена богата летнина вине,уља, ракије и жита.Било је опљачкано и порушено 27  цркци, изгорена 3 манастира, разорене 4 куће парохијалне и свето посуђе продавало се са светским покућством на будванским и которским улицама у безцењу. Тела убијених била су ископана после 10 и 14 дана, раздерана од паса и трула. Две тисуће деце, жена и стараца, гладно и голо, јадикује и данас на студеном пепелу својих оголелина. Тада се могло брзојавити:" Ред влада у Боки Которској"."
Стјепан Митров Љубиша је веродостојним и конкретним примерима побио нестините тврдње генерала Вагнера да аустријски официри били изазвани од бокељских устаника да чине насиља и крваве одмазде. Свој завршни говор о бокељском устанку Стјепан Митров Љубиша је одржао пред аутријским парламентом 25. марта 1870. године. Дописници стране штампе из Беча су преносећи ове говоре разбили причу о наводној аустријској "културтрегерској мисији" на "варварском Балкану".
Бокељски устанак је нашао одјека и у књижевности, нарочито у поезији великих српских песника Ђуре Јакшића и Лазе Костића. Под дубоким дојмом херојске борбе Бокеља против надмоћне аустријске силе, Ђура Јакшић је написао песму Стража којом је подигао трајан споменик једној храброј Бокељки. Исте године Лаза Костић је испевао једну од најлепших родољубивих песама целокупне српске поезије Јадрански Прометеј.
Племена на југу Далмације су се оружијем у руци противила 1869. увођењу тада новог војног закона првог аустријског „грађансог” министарства са општом обавезом, добише уверење (такозвани „кнезлачки мир” у селу Кнежлаз са Бокељима) и заложену царску реч, да се тај закон неће извршити у Боки Которској. На том основу постигнуто је споразумевање и измирење Бокеља са владом аустријском. Неколико недељној самосталности и „независности” бокељској учињен је крај, и Аустрија је наново почела да господари над − оружаним Бокељима. Испод највишег врха Сиљевика се одиграла прва битка последњег устанка (текст је писан 1885. па се вероватни мисли на устанак из 1882). Ту је погинуо и аустријски мајор Рукавина. Мало даље је Јанков врх око ког су се усташи други дан били. Одатле су се морали повући у Буковицу, преко поља на црногорску границу, одакле су бранили села Драгаљ, Баре, Хумац, Црне Нугле, Пољковац и Грдовину, која се нижу крајем поља испод Буковице. 

## Друге буне Срба Бокеља у 19. веку
Било је четири буне Срба Бокеља у 19. веку: 1814, 1848, 1869, 1882. Трећа по реду је била најобимнија, најкрвавија и најуспешнија.